# 세테인값
세테인값 또는 세탄가(–價)는 디젤 엔진 안에서의 경유의 발화성을 나타내는 수치이다. 헥사데케인을 100으로, 2,2,4,4,6,8,8-헵타메틸노네인(CH3-C(CH3)2-CH2-C(CH3)2-CH2-CH(CH3)-CH2-C(CH3)2-CH3)의 값을 15로 하여, 시료로 사용된 경유와 동일한 노킹 정도를 나타내는 헥사데케인과 헵타메틸노난의 혼합물에 포함되는 헥사데케인의 비율이 그 시료의 세탄가이다. 가솔린 엔진의 옥탄가와 그 의미가 유사하며, 세탄가가 높은 연료일수록 노킹이 덜 일어난다.

## 같이 보기
- 옥탄가